# Julie Engelen
Juliane Sybilla Caroline Engelen, genannt Julie (* 12. September 1805 in Glandorf; † 26. Januar 1898 in Hannover) war die Ehefrau des Zentrumspolitikers Ludwig Windthorst.

## Leben
Julie Engelen wurde als Tochter des Advokaten und Gutsherrn auf Gut Oedingberge Ignaz Engelen († 1837) und dessen Ehefrau Franziska Karoline, geb. Westendorf († 1865), geboren. Ihr Bruder Ferdinand Engelen († 1873) war ein Jugendfreund Ludwig Windthorsts (1812–1891), den sie daher schon früh kennenlernte. Am 29. Mai 1838 heirateten sie und Windthorst in der Gutskapelle von Gut Oedingberge. Die Trauung führte der Osnabrücker Weihbischof Carl Anton Lüpke durch. Julie Engelen nahm, ähnlich wie Bismarcks Gattin Johanna von Puttkamer, entscheidenden Einfluss auf Windthorsts moralisch-religiöse Grundeinstellung, obwohl sie aus der ihr zugedachten gesellschaftlichen Rolle als Ehefrau und Mutter nicht herausgetreten ist. Erst durch sie wurde der Politiker in die kirchlich, klerikalen Kreise eingeführt. Seine Position im Kulturkampf unter Bismarck, besonders sein Eintreten für die staatlich anerkannte Kirchenehe, hätte er ohne eine „mustergültig katholische Ehe“ kaum glaubhaft bekleiden können.
Aus der Ehe von Ludwig Windthorst und Julie Engelen stammen vier Kinder: Maria (1841–1933), Anna (1843–1867), Julius (1844–1872) und Eduard (1848–1860). Im Jahr 1891 starb Ludwig Windthorst nach 52 Ehejahren in Berlin. Julie Engelen selbst verstarb am 26. Januar 1898 in Hannover. Ihr Grab befindet sich auf dem Hasefriedhof in Osnabrück.
Julie Engelen wird ebenfalls ein großer Einfluss auf ihren Neffen Carl Friedrich Engelen nachgesagt, der die pro-katholische Oppositionspolitik Windthorsts bis ans Ende des Kaiserreiches fortführen sollte.